# Lestradea stappersii
Lestradea stappersii é uma espécie de peixe da família Cichlidae.
É endémica da Zâmbia.
Os seus habitats naturais são: lagos de água doce intermitentes.